# Waltheria
Genre
Classification phylogénétique
Waltheria est un genre de plantes de la famille des Malvacées.

## Synonymes
- Astropus Spreng.
- Lophanthus J.R. Forst. & G. Forst

## Liste d'espèces
Le genre Waltheria compterait une cinquantaine d'espèces,
- Waltheria acapulcensis Rose
- Waltheria ackermanniana K.Schum.
- Waltheria acuminata Rose
- Waltheria albicans Turcz.
- Waltheria arenaria Ridl.
- Waltheria arenicola A.Rodr.
- Waltheria astropus Spreng.
- Waltheria bahamensis Britton
- Waltheria belizensis J.G.Saunders
- Waltheria berteroi (Spreng.) J.G.Saunders
- Waltheria bicolor J.G.Saunders
- Waltheria brachypetala Turcz.
- Waltheria bracteosa A.St.-Hil. & Naudin
- Waltheria calcicola Urb.
- Waltheria carmensarae J.G.Saunders
- Waltheria carpinifolia A.St.-Hil. & Naudin
- Waltheria cinerescens A.St.-Hil.
- Waltheria collina K.Schum.
- Waltheria communis A.St.-Hil.
- Waltheria conzattii Standl.
- Waltheria detonsa A.Gray
- Waltheria excelsa Turcz.
- Waltheria ferruginea A.St.-Hil.
- Waltheria fryxellii J.G.Saunders
- Waltheria glabra Poir.
- Waltheria glazioviana K.Schum.
- Waltheria glomerata C.Presl
- Waltheria indica L.
- Waltheria involucrata Benth.
- Waltheria ladewii Rusby
- Waltheria lanceolata R.Br. ex Mast.
- Waltheria lophanthus G.Forst.
- Waltheria lundelliana J.G.Saunders
- Waltheria macrophylla Hassl.
- Waltheria madagascariensis Hochr.
- Waltheria maritima A.St.-Hil.
- Waltheria microphylla Cav.
- Waltheria operculata Rose
- Waltheria ovata Cav.
- Waltheria paniculata Benth.
- Waltheria petiolata K.Schum.
- Waltheria polyantha K.Schum.
- Waltheria preslii Walp.
- Waltheria pringlei Rose & Standl.
- Waltheria procumbens J.G.Saunders & Soria
- Waltheria pyrolifolia A.Gray
- Waltheria rotundifolia Schrank
- Waltheria scabra (Colla) P.L.R.Moraes & Guglielmone
- Waltheria selloana K.Schum.
- Waltheria tomentosa (J.R.Forst. & G.Forst.) H.St.John
- Waltheria tridentata J.G.Saunders
- Waltheria vernonioides R.E.Fr.
- Waltheria virgata Ewart & Cookson
- Waltheria viscosissima A.St.-Hil.